# 동구 갑 (2004년 대구 선거구)
동구 갑은 대한민국의 폐지된 국회의원 선거구이다. 당시 대구광역시 동구의 일부 지역을 관할했다.

## 역사
2004년 대한민국 제17대 국회의원 선거를 앞두고 신설되었다. 신설 당시 신암동, 신천동, 효목동이 동구 갑 선거구 관할이 되었으며 나머지 지역은 동구 을이 되었다.
제20대 국회의원 선거를 앞두고 동구 을 선거구에서 지저동과 동촌동을 편입했다.
2023년 7월, 경상북도 군위군이 대구광역시에 편입되었다. 제22대 국회의원 선거를 앞두고 동구 지역은 군위군과 함께 선거구를 이루게 되었다. 이에 동구 갑 선거구를 구성하는 지역들이 동구·군위군 갑 선거구를 이루게 됨에 따라 폐지되었다.

## 관할 구역
| 대수      | 관할 구역 |
| --------- | --- |
| 17대~19대 | 동구 신암1동, 신암2동, 신암3동, 신암4동, 신암5동, 신천1·2동, 신천3동, 신천4동, 효목1동, 효목2동                 |
| 20대~21대 | 동구 신암1동, 신암2동, 신암3동, 신암4동, 신암5동, 신천1·2동, 신천3동, 신천4동, 효목1동, 효목2동, 지저동, 동촌동 |

## 역대 국회의원
| 선거   | 정당 | 정당       | 의원   |
| ------ | ---- | ---------- | ------ |
| 2004년 |      | 한나라당   | 주성영 |
| 2008년 |      | 한나라당   | 주성영 |
| 2012년 |      | 새누리당   | 류성걸 |
| 2016년 |      | 새누리당   | 정종섭 |
| 2020년 |      | 미래통합당 | 류성걸 |

## 역대 선거 결과

### 대한민국 제17대 국회의원 선거
|  | 60.60% |

|  | 35.11% |

|  | 2.18% |

|  | 1.16% |

|  | 0.93% |

### 대한민국 제18대 국회의원 선거
|  | 77.60% |

|  | 17.42% |

|  | 4.97% |

### 대한민국 제19대 국회의원 선거
|  | 60.83% |

|  | 23.67% |

|  | 10.56% |

|  | 4.56% |

|  | 0.36% |

### 대한민국 제20대 국회의원 선거
|  | 49.06% |

|  | 43.17% |

|  | 6.29% |

|  | 1.46% |

### 대한민국 제21대 국회의원 선거
|  | 69.59% |

|  | 26.62% |

|  | 2.66% |

|  | 1.11% |